# Minabea ozakii
Minabea ozakii är en korallart som beskrevs av Huzio Utinomi 1957. Minabea ozakii ingår i släktet Minabea och familjen läderkoraller. Inga underarter finns listade i Catalogue of Life.